# Es wird scho glei dumpa

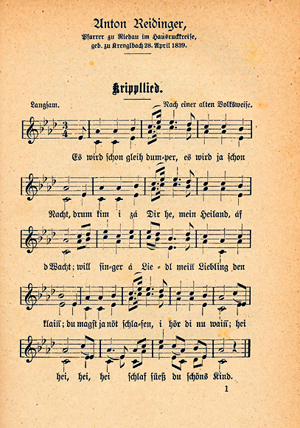
Noten aus Kripplgsangl und Kripplspiel von 1884

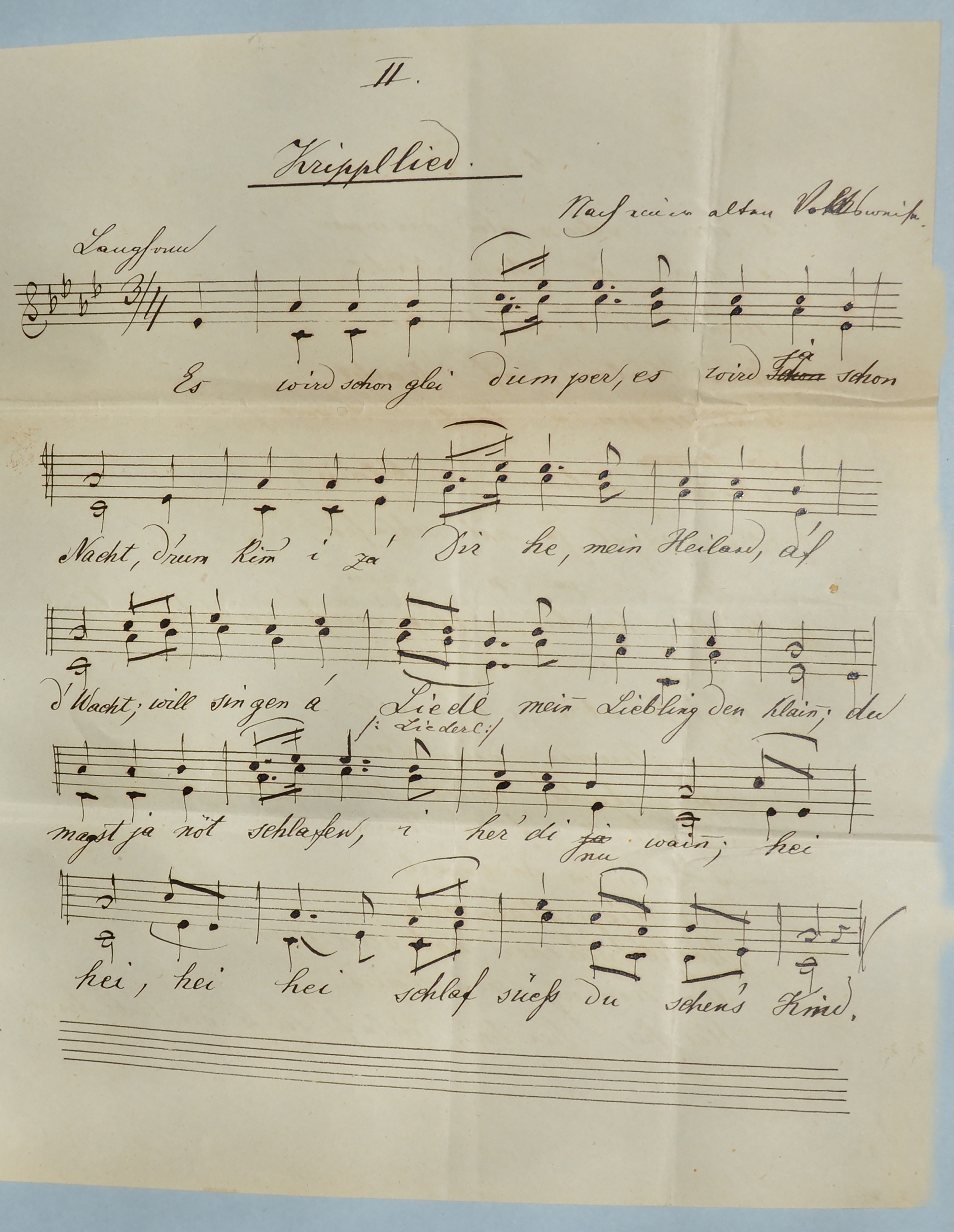
Autograf von Anton Reidinger; fotografiert im Jahr 2018 von Sebastian H. Unterberger in der Stiftsbibliothek im Stift Kremsmünster, Oberösterreich.

Es wird scho glei dumpa ist der Titel eines österreichischen Weihnachtslieds. Der Text wurde von dem oberösterreichischen Geistlichen Anton Reidinger (1839–1912) verfasst und 1884 als zweistimmiges Weihnachtslied mit dem Titel Krippllied veröffentlicht. Reidinger dichtete den Text möglicherweise schon um 1865 in Bad Ischl, als er sich mit der Organisation des  Ischler Krippenspiel beschäftigte.
Erstmals veröffentlicht wurde es 1884 von Sigmund Fellöcker (1816–1887) als Krippllied. Es findet sich auch 1890 bei August Hofer. Veröffentlicht wurde das Lied auch mit einem vierstimmigen Satz mit Begleitung von Flöte, Klarinetten, Geigen, Cello und Bass 1913 von Franz Friedrich Kohl und Josef Reiter (1862–1939) in der Neuausgabe der Sammlung Echte Tiroler Lieder. Kohl vermerkte dazu, dass er das Lied, das Vorspiel und die Instrumentalbegleitung von dem „alten Sternsinger“ Eduard Strobl († 1914) aus Hopfgarten übernommen habe. Viktor Zack (1854–1939) wiederum übernahm das Lied von Kohl und veröffentlichte es in der Sammlung Alte Krippen- und Hirtenlieder (Graz 1918, S. 16).
Die originale zweistimmige Melodie in der Tonart As-Dur, mit ihrer unverwechselbaren Charakteristik, ist eine eigenständige Komposition von Anton Reidinger und basiert im Hauptmotiv (Auftakt und Takt 1), in Erinnerung und als eine Inspiration, auf dem Marienlied Maria zu lieben, ist allzeit mein Sinn (GL 521). Dessen Melodie ist erstmals im Paderborner Gesangbuch von 1765 überliefert, dort allerdings auf den Liedtext Mein Herz sei zufrieden.[6] Die Geschichte der Marienlied-Melodie, für ein weiteres Marienlied, reicht aber noch weiter zurück und findet sich 1697 im Mainzer Gesangbuch bei dem Lied O Jungfrau Maria. Diese Melodie ist erstmals im Paderborner Gesangbuch von 1765 überliefert, dort allerdings auf den Liedtext Mein Herz sei zufrieden. Ab dem zweiten Takt zeigt Reidingers Melodie – im Manuskript und Erstveröffentlichung (1884) – eine punktierte Achtelnote mit folgender Sechzehntelnote, heute singt man stattdessen die sanftere „wiegendere“ Kohl-Version (1913) mit den zwei gebundenen Achtelnoten, siehe und vergleiche die zwei abgebildeten Notenbilder. Die gesamte Melodie mit ihrer Wiegenlied-Charakteristik ist unverwechselbar, und, besonders der Refrain am Schluss, ein Meisterwerk wie aus einem Guss. Auch der Heimatforscher Alfred Herrmüller (* 1950) wies 2012 darauf hin, dass Reidingers Beitrag zu der Melodie über eine reine Bearbeitung hinausgeht, da er die Melodie veränderte, die Schlusszeile „Hei, hei, schlaf siaß, herzliabes Kind“ ergänzte und eine zweite Stimme hinzufügte.

## Liedtext
Reidinger 1884

Krippllied

Es wird schon gleih dumper, es wird ja schon Nacht.

Drum kim i zá Dir he, mein Heiland áf d Wacht;

will singer á Liedl mein Liebling den klain’.

Du magst ja nöt schlafen, i hör Di nu wain’.

Hei, hei! hei, hei! Schlaf süeß, Du schöns Kind!

Vogieß ietzt, o Kinnerl! Dein Kummá, Dein Laid,

dáß D dadá mueßt leidn schon in Stall áf dá Haid.

Es ziern ja dö Engerl Dein Liegerstatt aus;

möcht schöná nöt sein – drin ön Kinig sein’ Haus.

Hei, hei! hei, hei! Schlaf süeß, Du liebs Kind!

Ja, Kinnerl! Du lást halt ön Kripperl so schön!

Mi ziemt, i kan niemá da wögg vo Dir gehn.

I wünsch Dá vo Herzen dö süeßestö Rueh!

Dö Engerl von Himmel sö döckán Di zue!

Hei, hei! hei, hei! Schlaf süeß, Du guets Kind!

Schließ zue Deinö Aeugerl ön Rueh und ön Fried,

und gib má zán Abschied Dein’ Sögn ná grad mit.

Aft wird á mein Schláferl a soringlos sein;

aft kan i mi ruehlö áf s Niedálögn gfreun!

Hei, hei! hei, hei! Schlaf süeß, Du schöns Kind!
Mundarttext

Es wird scho glei dumpa

Es wird scho glei dumpa, es wird scho glei Nacht,

drum kimm i zu dir her, mein Heiland, auf d’Wacht.

Will singa a Liadl dem Liabling, dem kloan,

du magst ja net schlafn, i hör’ di nur woan.

Hei hei, hei hei! Schlaf süaß, herzliabs Kind!

Vergiß jetzt, o Kinderl, dein Kumma, dei Load,

dass du da muasst leid’n im Stall auf da Hoad.

Es ziern ja die Engerl dei Liegerstatt aus,

möcht schöner net sein drin an König sein Haus.

Hei hei, hei hei! Schlaf süaß, du liabs Kind!

Ja Kinderl, du bist halt im Kripperl so schön,

mi ziemt, i kann nimmer da weg von dir gehn.

I wünsch dir von Herzen die süaßeste Ruah,

die Engerl vom Himmel, die decken di zua.

Hei hei, hei hei! Schlaf süaß, du schöns Kind!

Schließ zu deine Äugerl in Ruah und in Fried

und gib ma zum Abschied dein Segn no grad mit.

Aft wird a mein Schlaferl a sorgenlos sein,

aft kann i mi ruahli aufs Niederleg’n frei’n.

Hei hei, hei hei! Schlaf süaß, mein liabs Kind!
Standarddeutscher Text

Es wird schon gleich dunkel

Es wird schon gleich dunkel, es wird ja schon Nacht,

Drum komm’ ich zu dir her, mein Heiland auf d’Wacht.

Will singen ein Liedlein dem Kindlein, dem kleinen.

Du magst ja nicht schlafen, ich hör’ dich nur weinen.

Ei, ei, ei, ei, schlaf süß, herzlieb’s Kind.

Vergiss jetzt, o Kindlein, dein’ Kummer, dein Leid,

Dass du da musst leiden im Stall auf der Heid’.

Es zier’n ja die Engel dein Krippelein aus,

Möcht’ schöner nicht sein in dem vornehmsten Haus.

Ei, ei, ei, ei, schlaf süß, herzlieb’s Kind.

O Kindlein, du liegst dort im Kripplein so schön;

Mir scheint, ich kann niemals von dir dort weggehn.

Ich wünsch’ dir von Herzen die süßeste Ruh’;

Die Engel vom Himmel, die decken dich zu.

Ei, ei, ei, ei, schlaf süß, du schön’s Kind.

Schließ zu deine Äuglein in Ruh’ und in Fried’

Und gib mir zum Abschied dein’ Segen nur mit.

Dann wird auch mein Schlafen ganz sorgenlos sein,

Dann kann ich mich ruhig aufs Niederleg’n freun.

Ei, ei, ei, ei, schlaf süß, herzlieb’s Kind.

## Anderssprachige Versionen
Auf dem 1981er Christmas Album von Boney M. ist mit Darkness Is Falling eine englischsprachige Version des Liedes enthalten. Den Text hierfür schrieben Fred Jay und Helmut Rulofs. Der Titel ist auch auf weiteren Weihnachtskompilationen der Band enthalten.